# جعفر (اسم)
جعفر هو اسم علم مذكر من أصل عربي، ومعناه هو النهر الصغير فوق الجدول، وقيل النهر عامةً.

## الأصل اللغوي
معناه: النهر الصغير فوق الجدول. وقيل: النهر عامةً، أو النهر الملآن. وبه شُبهت الناقة الغزيرة اللبن، وبالنهر الكبير الواسع سمي الرجل، دلالة على غزالة كرمه. والجعفر: بنات المقدونس. وأبو جعفر المنصور ثاني خلفاء بني العباس.

## شخصيات تحمل الاسم
- جعفر البرمكي (767 – 803)
- جعفر السبحاني (1930 – )
- جعفر الصادق (إمام من أئمة آل البيت.، 20 أبريل 702[4] – 3 ديسمبر 765[4][5])
- جعفر العسكري (سياسي عراقي، 15 سبتمبر 1885[6] – 30 أكتوبر 1936)
- جعفر المقتدر بالله (13 نوفمبر 895 – 31 أكتوبر 932)
- جعفر النميري (سياسي عسكري سوداني، 1930[7][8][9] – 30 مايو 2009[7][8][9])
- جعفر إريسميتوف (لاعب كرة قدم أوزبكستاني، 23 أغسطس 1976[10] – )
- جعفر بن أبي طالب (صحابي وقائد مسلم، ومن السابقين الأولين إلى الإسلام، 589 – 629)
- جعفر بناهي (مخرج أفلام إيراني، 11 يوليو 1960[11][12][13] – )
- جعفر نامدار (2 يوليو 1934 – 2014)
- جعفر الإبراهيمي (خطيب حسيني.، 1956 - )
- جعفر المتوكل على الله عاشر الخلفاء العباسيين (]847_861)
- جعفر كاشف الغطاء فقيه شيعي عراقي (1778_1830)
- جعفر بن علي الهادي احد ابناء الامام علي الهادي(]1448_1493)
- جعفر بن علي احد ابناء الامام علي (647_680 )
- جعفر بن الزبير بن العوام
- جعفر الخواري
- جعفر حسان
- جعفر بن المأمون
- جعفر بن أحمد العيدروس
- جعفر بن الهادي
- جعفر بن محمد الحسني
- جعفر خان زند
- جعفر شرف الدين
- جعفر مرتضى العاملي
- جعفر الحلي

## شخصيات خيالية تحمل الاسم
- جعفر : شخصية في فيلم علاء الدين لوالت ديزني.

## وصلات خارجية
- موسوعة السلطان قابوس لأسماء العرب نسخة محفوظة 5 أبريل 2019 على موقع واي باك مشين.